# IC 1491
IC 1491 је спирална галаксија у сазвјежђу Водолија која се налази на листи објеката дубоког неба у Индекс каталогу.
Деклинација објекта је - 16° 18' 58" а ректасцензија 23h 29m 24,5s. Привидна величина (магнитуда) објекта IC 1491 износи 14,1 а фотографска магнитуда 15,0. IC 1491 је још познат и под ознакама MCG -3-59-10, PGC 71580.